# 比奇 (喬治亞州)
比奇（英語：Beach）是位於美國喬治亞州韋爾縣的一個非建制地區。該地的面積和人口皆未知。

## 地理
比奇的座標為31°26′24″N 82°30′13″W / 31.44000°N 82.50361°W，而該地的平均海拔高度為51米（即167英尺）。